# Forsytesagan (2002)
Forsytesagan (engelska: The Forsyte Saga) är en brittisk miniserie från 2002. Serien är baserad på Nobelpristagaren John Galsworthys släktsaga om den välbärgade familjen Forsyte och familjemedlemmarnas öden och äventyr i London under det sena 1800-talet och det tidiga 1900-talet. Serien regisserades av Christopher Menaul och Dave Moore och producerades för den brittiska tv-kanalen ITV. Serien fick sin uppföljare med Forsytesagan: To Let (2003).

## Handling
Seriens handling fokuserar i synnerhet på kusinerna Jolyon Forsyte och Soames Forsyte. Jolyon skapar skandal i familjen när han lämnar sin fru för sin dotters guvernant och börjar leva bohemliv med henne i Londons mindre fashionabla kvarter. Soames i sin tur blir vansinnigt förälskad i den vackra pianisten Irene Heron. 
Irene accepterar till slut ett av Soames frierier efter att hennes styvmor bestämmer sig för att hon inte tänker försörja styvdottern längre. Irene inser dock att hon aldrig kommer att kunna älska Soames, hon hatar hans närvaro från första stund, och stänger honom alltmer ute från sitt liv. Äktenskapet utvecklas så småningom till en mycket tragisk historia med ingredienser som otrohet, besatt kärlek och våldtäkt.

## Rollista i urval
- Soames Forsyte – Damian Lewis
- Irene Heron (Forsyte) – Gina McKee
- Jolyon Forsyte – Rupert Graves
- Gamle Jolyon Forsyte – Corin Redgrave
- Phillip Bosinney – Ioan Gruffudd
- Winifred Forsyte (Dartie) - Amanda Root
- Jolly Forsyte – Christian Coulson
- James Forsyte – John Carlisle
- June Forsyte – Gillian Kearney
- Tant Hester – Ann Bell
- Tant Juley – Wendy Craig
- Tant Ann – Judy Campbell
- Montague Dartie – Ben Miles
- Helene Hilmer (Forsyte) – Amanda Ooms
- George Forsyte - Alistair Petrie
- Annette Forsyte – Beatriz Batarda
- Mlle Beauce – Jennifer Armitage
- Jolly (7 år) – Jack Langham
- Holly (11 år) – Emily Canfor-Dumas
- Holly Forsyte – Amanda Ryan
- June (14 år) – Jessica Fox
- Mrs Heron - Joanna David
- Val Dartie – Julian Ovenden
- Imogen Dartie – Alice Patten
- Bilson - Maggie Fox

## Handling serie II (The Forsyte Saga: To Let)
Under 1920-talet, åratal efter det tragiska äktenskapet mellan Soames Forsyte och Irene Heron fick sitt slut, har båda gift om sig och gått vidare med sina liv. Djupa sår från det förflutna kommer dock återigen upp till ytan då Soames dotter Fleur och Irenes son Jon av en slump träffas och blir vansinnigt förälskade; helt omedvetna om den tragiska historia som döljer sig i deras föräldrars förflutna.

## Rollista serie II
- Soames Forsyte – Damian Lewis
- Irene Heron (Forsyte) – Gina McKee
- Jolyon Forsyte – Rupert Graves
- Fleur Forsyte – Emma Griffiths Malin
- Jon Forsyte – Lee Williams
- Winifred Forsyte (Dartie) - Amanda Root
- Michael Mont – Oliver Milburn
- Annette Forsyte – Beatriz Batarda
- Prosper Profond – Michael Maloney
- Holly Forsyte – Amanda Ryan
- June Forsyte – Gillian Kearney
- Val Dartie – Julian Ovenden
- Bilson - Maggie Fox
- George Forsyte - Alistair Petrie
- Tant Hester Forsyte - Ann Bell